# Arnoldo Mondadori

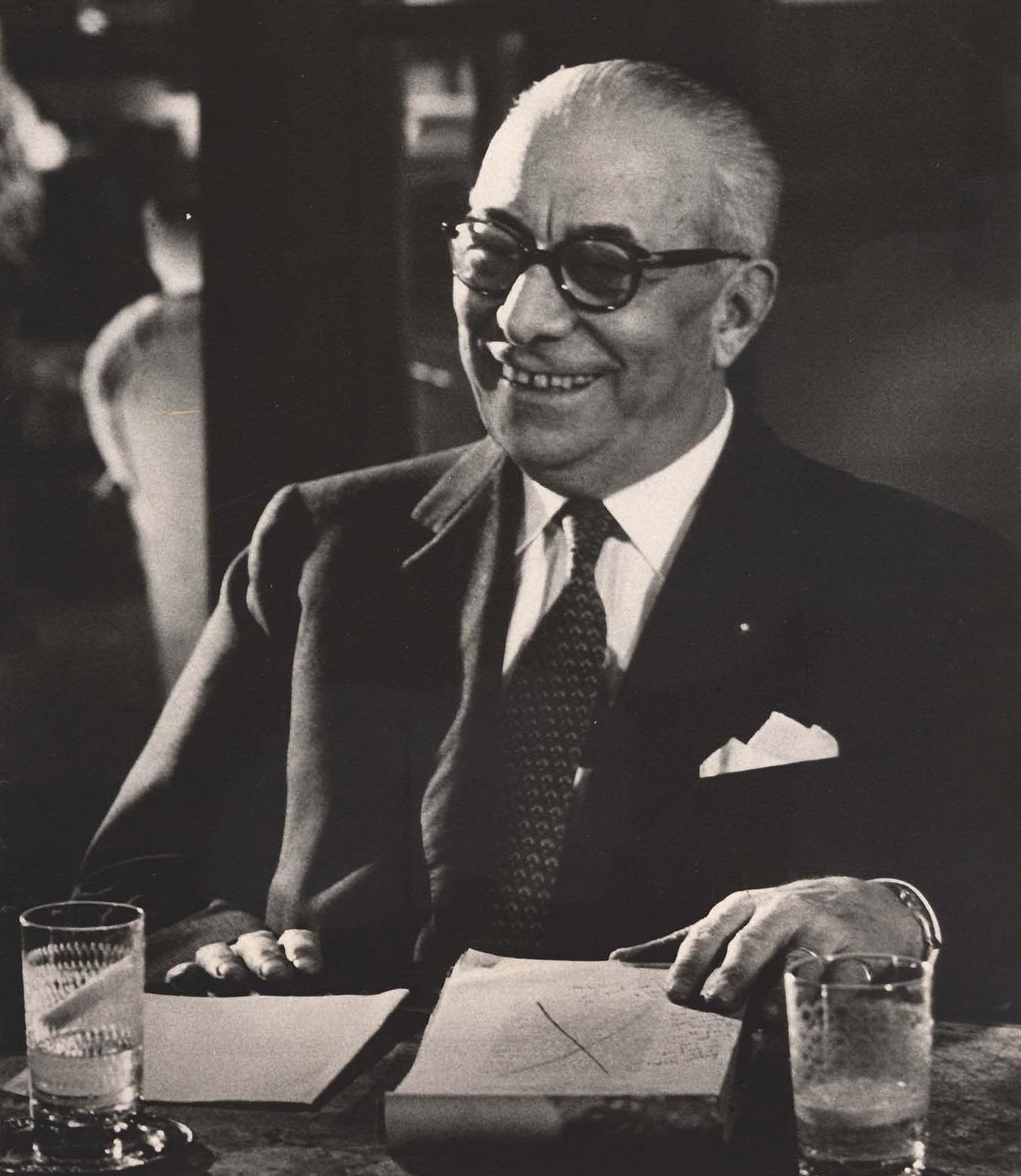
Arnoldo Mondadori (1971)

Arnoldo Mondadori (* 2. November 1889 in Poggio Rusco bei Mantua; † 8. Juni 1971 in Mailand) war ein italienischer Verleger.

## Leben
Mondadori beendete bereits nach der 5. Klasse seine Schullaufbahn, um in einer Drogerie zu arbeiten. Später arbeitete er in Mantua als Straßenverkäufer und in einem Schreibwarengeschäft. Im Jahr 1907 druckte er seine erste Publikation.
Im Jahr 1912 lernte er den Journalisten Tommaso Monicelli kennen, der 1912 in Ostiglia La Sociale gründete, aus der später das Verlagshaus Arnoldo Mondadori Editore werden sollte. 1913 heiratete Mondadori Monicellis Schwester Andreina.